# Incanto (film)
Incanto è un film del 2025 diretto da Pier Paolo Paganelli.

## Trama
Margot ha 10 anni, è orfana e sordomuta e vive nella storica villa di famiglia divenuta un orfanotrofio e gestito dalla cattivissima Felicia, l'ex governante del padre, Ludovico. Una notte la ragazzina decide di scappare e, superato il buio del bosco, s'imbatte in un circo.

## Distribuzione
Il film è stato distribuito nelle sale cinematografiche italiane il 3 luglio 2025, dopo essere stato presentato fuori concorso al Bif&st-Bari International Film&Tv Festival nel 2025.